# Sint-Laurentiuskerk (Alkmaar)
De St. Laurentiuskerk in de Nederlandse stad Alkmaar is een rooms-katholieke kerk.

## Geschiedenis
De kerk werd van 1859 tot 1861 in neogotische stijl gebouwd en is kenmerkend voor de vroege periode van Pierre Cuypers, waarin de architect veelvuldig inspiratie putte uit de klassieke Franse gotiek. Bijzonder zijn de luchtbogen aan de buitenzijde van het koor ter ondersteuning van de gemetselde gewelven in dat deel van de kerk. Daarnaast zijn alleen de zijbeuken in steen overwelfd; schip en transept hebben houten gewelven.
Het oorspronkelijke ontwerp voor de kerk voorzag in een hoge westtoren. Hiervan is alleen de onderbouw voltooid. De precieze reden waarom de toren niet is voltooid is niet bekend. Als reden worden wel de bezwaren van protestantse zijde genoemd dat een toren de katholieke kerk hoger zou maken dan de torenloze hervormde Grote Kerk. Een andere mogelijkheid, en waarschijnlijk de juiste, is dat de bouw van de toren vanwege de hoge kosten is gestaakt; de bouw van de kerk werd mede betaald door de overheid en stond onder toezicht van Waterstaat (zie Waterstaatkerk) dat vaak geen toestemming gaf voor dure en, in hun ogen, overbodige onderdelen.
De Sint-Laurentiuskerk was Cuypers' eerste opdracht in het westen van het land en betekende zijn landelijke doorbraak.

## Acolietencollege Everardus Witte
Everardus Witte (1868-1950, bekend als Heilig Bruurke) voor wie in juni 2023 een proces tot eerbiedwaardig- en zaligverklaring werd geopend, was in zijn jeugd misdienaar en acoliet in de Laurentiuskerk. Ter nagedachtenis werd in 1959 het Acolietencollege Everardus Witte opgericht. Dit college vierde in december 2019 het zestigjarig jubileum.

## Galerij

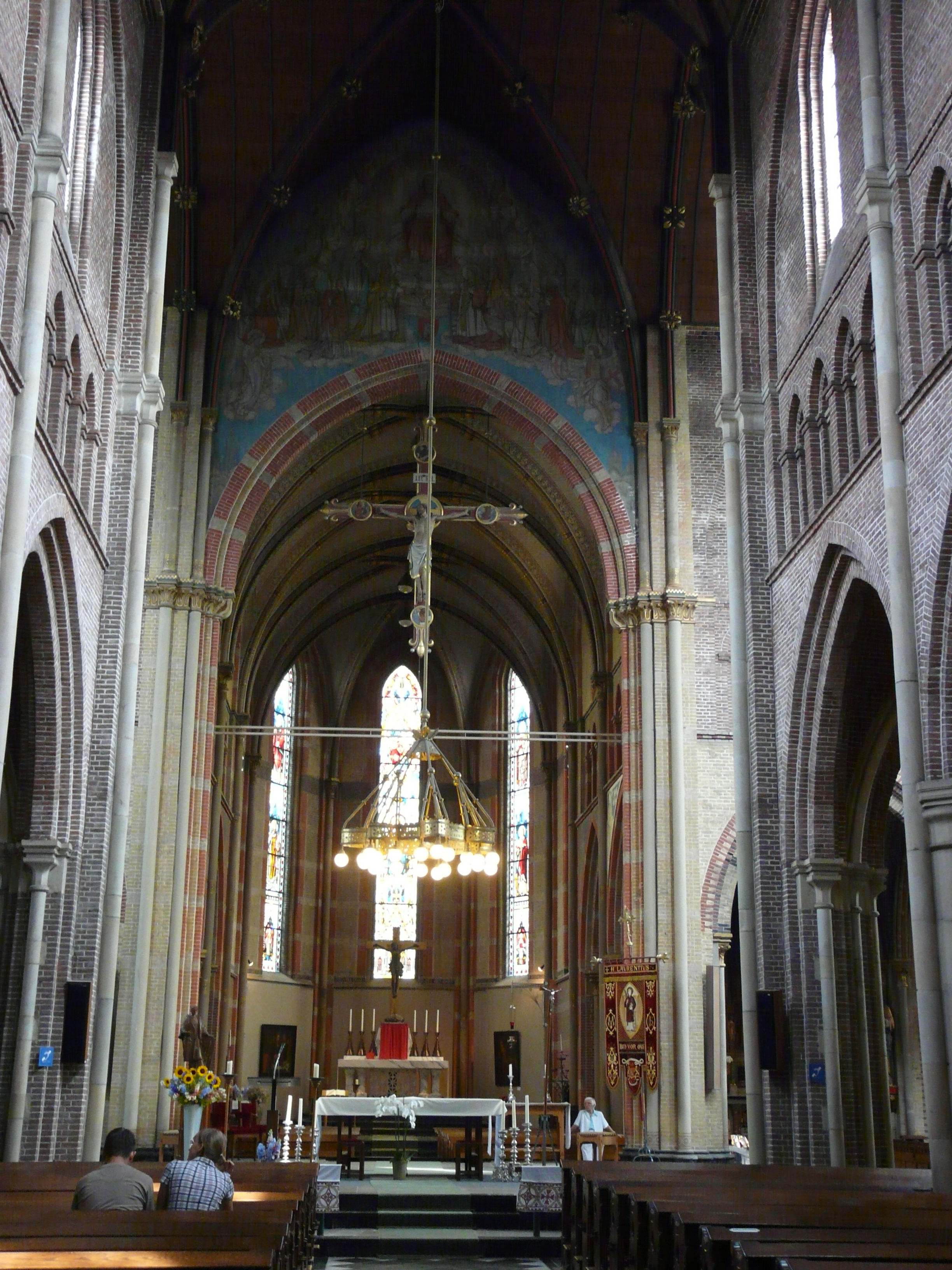
Interieur
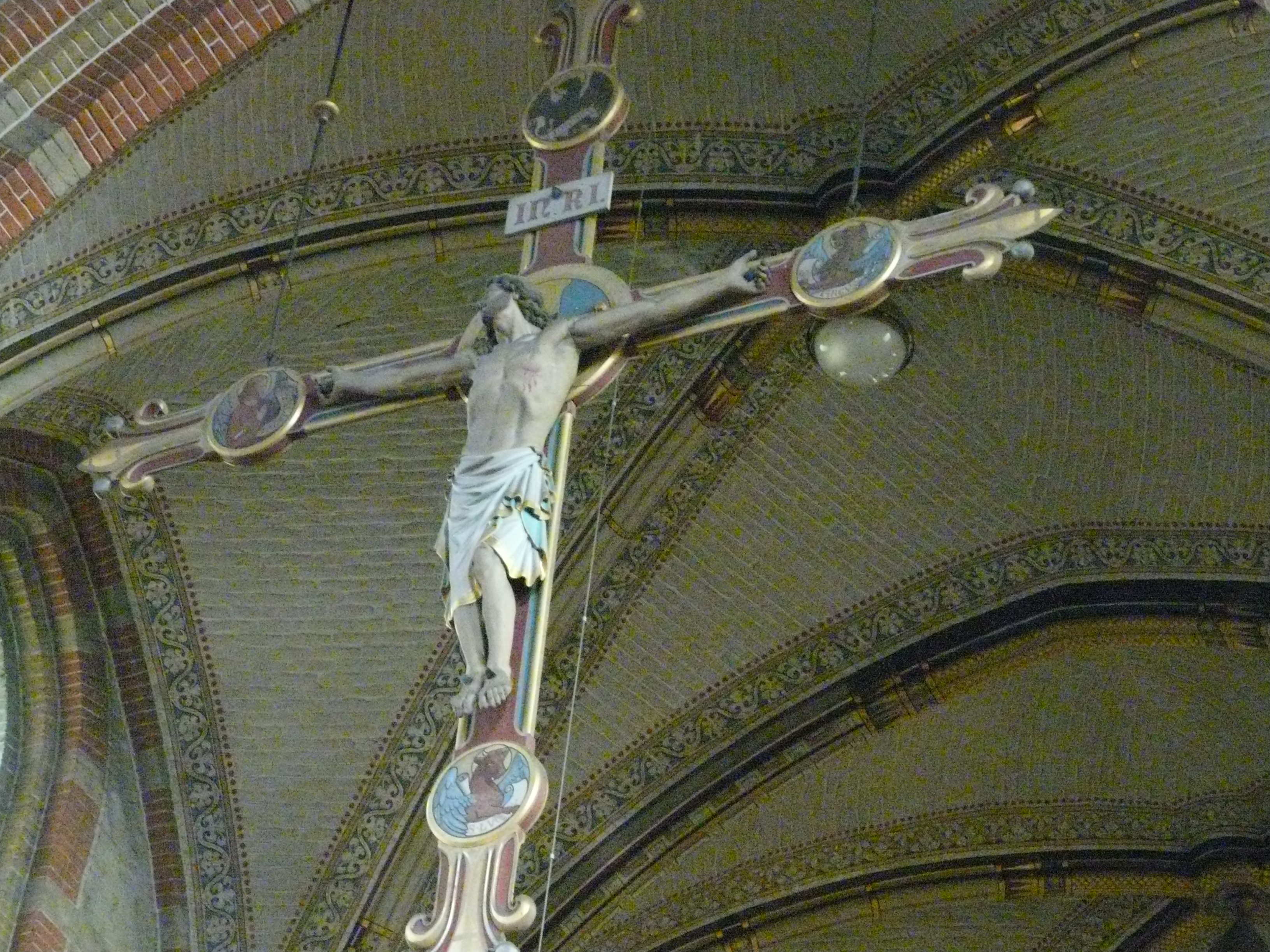
Detail Kruis
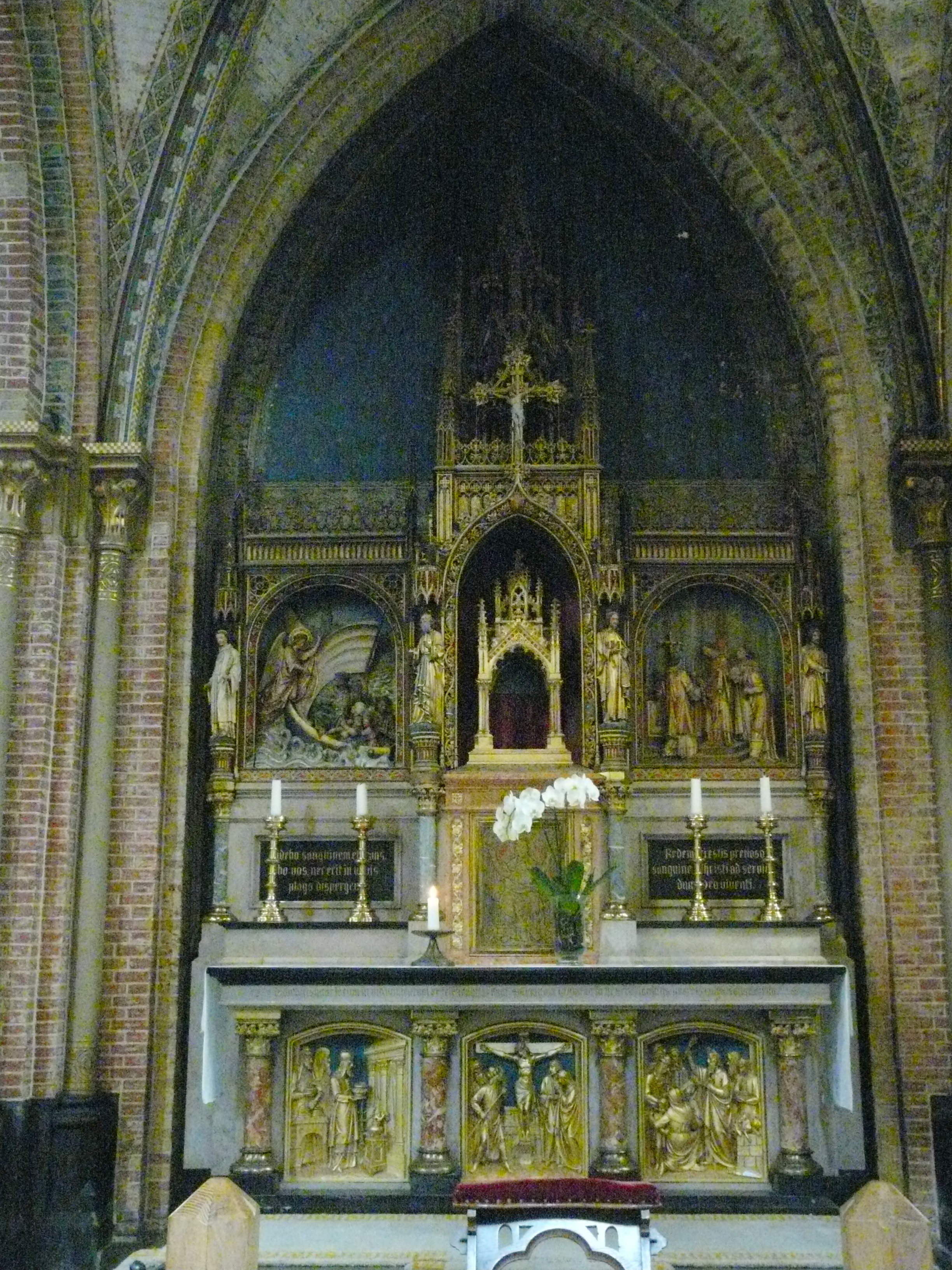
Heilig Bloedaltaar